# Rich Ferguson
Rich Ferguson, född 3 augusti 1931, död 24 maj 1986, var en friidrottare från Kanada. Han deltog vid olympiska sommarspelen 1952.